# Michelfeld (Auerbach)
Michelfeld ist ein Gemeindeteil der Stadt Auerbach in der Oberpfalz und eine Gemarkung im Landkreis Amberg-Sulzbach in Bayern.
Der Gemeindeteil hatte (einschließlich dem Weiler Saaß) am 31. Dezember 2021 1279 Einwohner.

## Lage
Das Pfarrdorf liegt etwa vier Kilometer nordwestlich von Auerbach am Flembach, einem Zufluss der Pegnitz. Es wird im Süden von der B 85/470 umgangen.
Die Gemarkung Michelfeld liegt im Westen des Stadtgebiets von Auerbach. Ihre angrenzenden Gemarkungen sind Nasnitz, Steinamwasser, Auerbach i.d.OPf., Ranna und Höfen.

## Geschichte
Bis zur Gemeindegebietsreform war Michelfeld eine selbständige Gemeinde mit folgenden Gemeindeteilen:
| - Hammerberg - Hämmerlmühle - Michelfeld - Niedernhof | - Pferrach - Rosenhof - Saaß - Sägmühle - Staubershammer |

Am 1. Mai 1978 wurde die Gemeinde in Auerbach eingegliedert.

## Sehenswertes
- Kloster Michelfeld

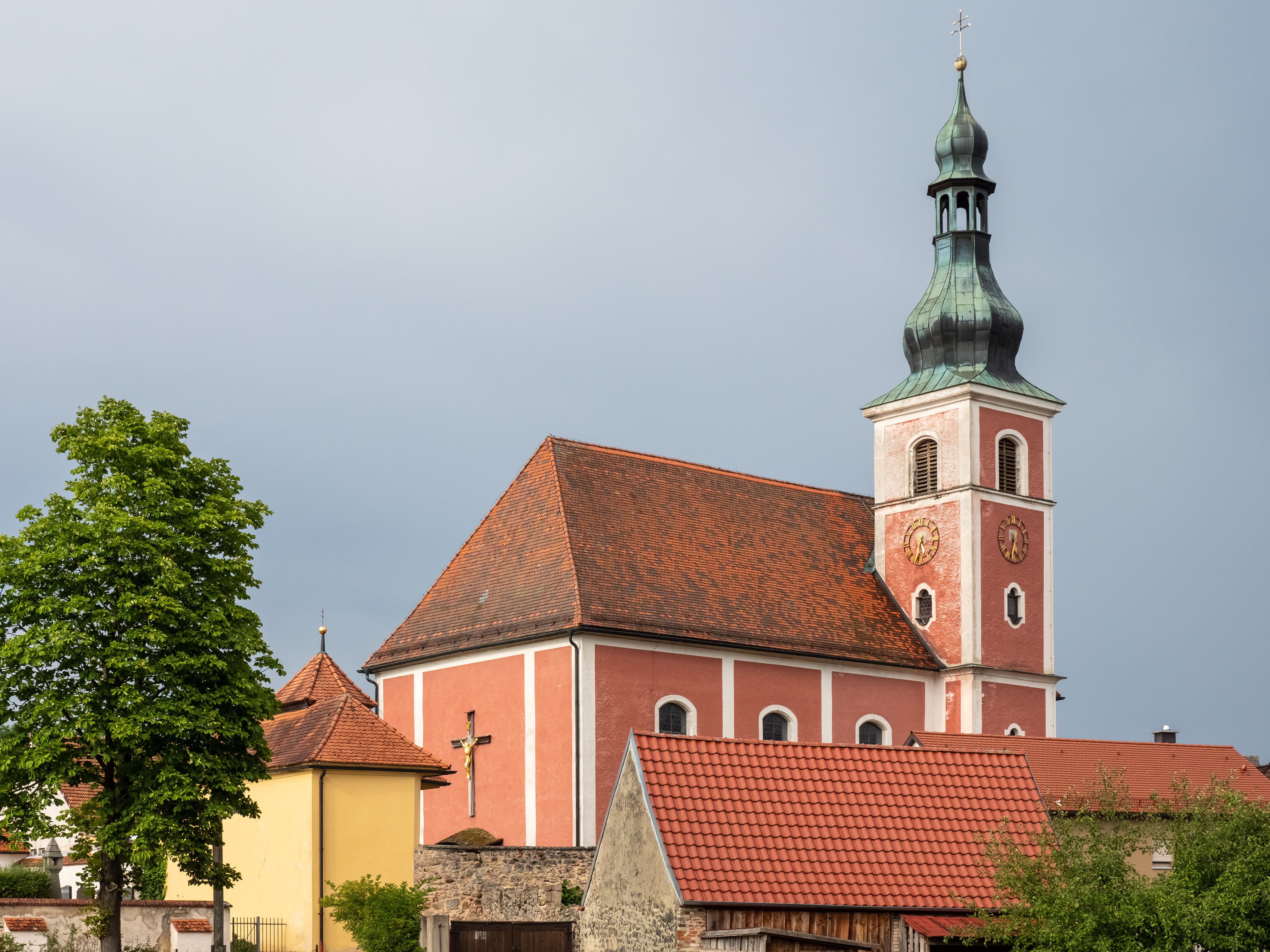
St. Leonhard

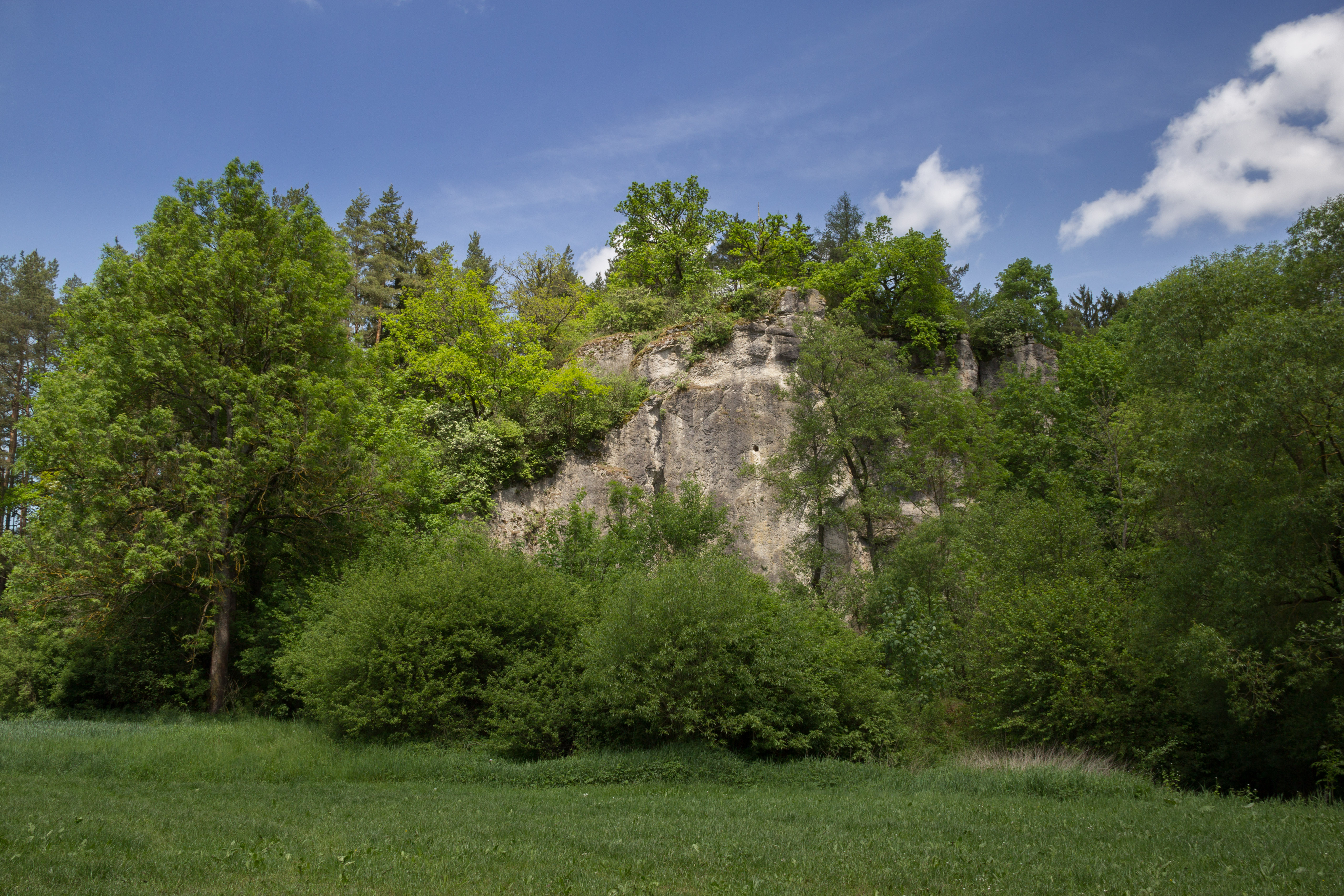
Schmelcherfels im Flembachtal

- Das Flembachtal mit zahlreichen Felsen und Höhlen

→ Liste der Baudenkmäler in Michelfeld

## Persönlichkeiten
- Heinrich Schneider (1713–1766), geboren in Michelfeld, Benediktiner und Abt des Klosters Frauenzell
- Joseph Heinrich Wolf (1803–1857), geboren in Michelfeld, Advokat und Heimatforscher